# Anguilla celebesensis
Anguilla celebesensis és una espècie de peix pertanyent a la família dels anguíl·lids.

## Descripció
- Pot arribar a fer 150 cm de llargària màxima.
- Nombre de vèrtebres: 100-106.[5][6]

## Hàbitat
És un peix d'aigua dolça, salabrosa i marina; demersal; catàdrom i de clima tropical (24°N-11°S).

## Distribució geogràfica
Es troba al Pacífic occidental: des d'Indonèsia fins a les illes Filipines i Nova Guinea. També és present a Samoa i la Samoa Nord-americana.

## Observacions
És inofensiu per als humans.